# Солонець трав'янистий
Солоне́ць трав'яни́стий (Salicornia europaea L.) — однорічна рослина з родини амарантових (Amaranthaceae).

## Назва
Етимологія: лат. sāl — «сіль», лат. cornus — «ріг», тому що ці сольові рослини мають рогоподібні гілки.

## Народні назви
Ковпень зелистий, солинка, солянка.

## Морфологія
Однорічна рослина, спочатку зелена, потім пурпурово-червона, висотою 5—50 см. Стебла членисті, круглясто-циліндричні, прямі, голі, розгалужені. Листя нерозвинені, мають вигляд коротких піхв. Квітки непоказні. Суцвіття колосоподібні, на коротких ніжках. Плоди яйцеподібні або подовжені. Насіння вкрите гачкуватими волосками. Цвіте у липні — вересні. Плоди дозрівають у листопаді.

## Екологія
Зростає на мокрих солончаках і морських берегах.

## Поширення
- Африка
  - Північна Африка: Єгипет, Марокко
- Азія
  - Західна Азія: Афганістан, Єгипет — Синай, Іран, Ізраїль, Йорданія, Ліван, Сирія, Туреччина
  - Кавказ: Вірменії, Азербайджану, Росія — Передкавказзя, Дагестан
  - Сибір: Росія — Східний Сибір, Західний Сибір
  - Середня Азія: Казахстан, Киргизстан, Таджикистан, Туркменістан, Узбекистан
  - Далекий Схід Росії: Росія — Примор'я
  - Монголія
  - Китай: Ганьсу, Хебей, Цзянсу, Ляонін, Нінся, Цінхай, Шеньсі, Шаньдун, Шаньсі, Сіньцзян
  - Східна Азія: Японія, Корея
  - Індійський субконтинент: Індія
- Європа
  - Північна Європа: Данія, Фінляндія, Ірландія, Норвегія, Швеція, Сполучене Королівство
  - Середня Європа: Бельгія, Німеччина, Нідерланди, Польща
  - Східна Європа: Україна , Естонія, Латвія, Молдова, Російська Федерація  — європейська частина
  - Південно-Східна Європа: Албанія, Болгарія, колишня Югославія, Греція, Італія, Румунія
  - Південно-Західна Європа: Франція

Натуралізована в Північній Америці, (Канада, Сполучені Штати Америки).
В Україні зустрічається в південних і східних районах. Входить до офіційних переліків регіонально рідкісних рослин Львівської і Сумської областей.

## Використання
Рослина добре поїдається худобою. У приморських районах Франції є поширеним овочем. У 100 грамах надземної частини, міститься до 20,5 калорій (для порівняння: у квасолі — 19,4 калорій). З відвареної молодої надземної частини готують різноманітні другі страви, додають як приправу до супів, борошняних і овочевих страв.
Солонець трав'янистий культивують і використовують в їжу. За консистенцією і смаком він нагадує молоді пагони спаржі або шпинату. Іноді його додають в салати в сирому вигляді, але частіше попередньо проводять термічну обробку (наприклад, відварюють або готують у мікрохвильовій печі), після чого заправляють вершковим маслом або оливковою олією. Містить в собі достатньо солі — з цієї причини його, як правило, не солять. Готову страву традиційно подають до риби або морепродуктів як гарнір.

## Галерея

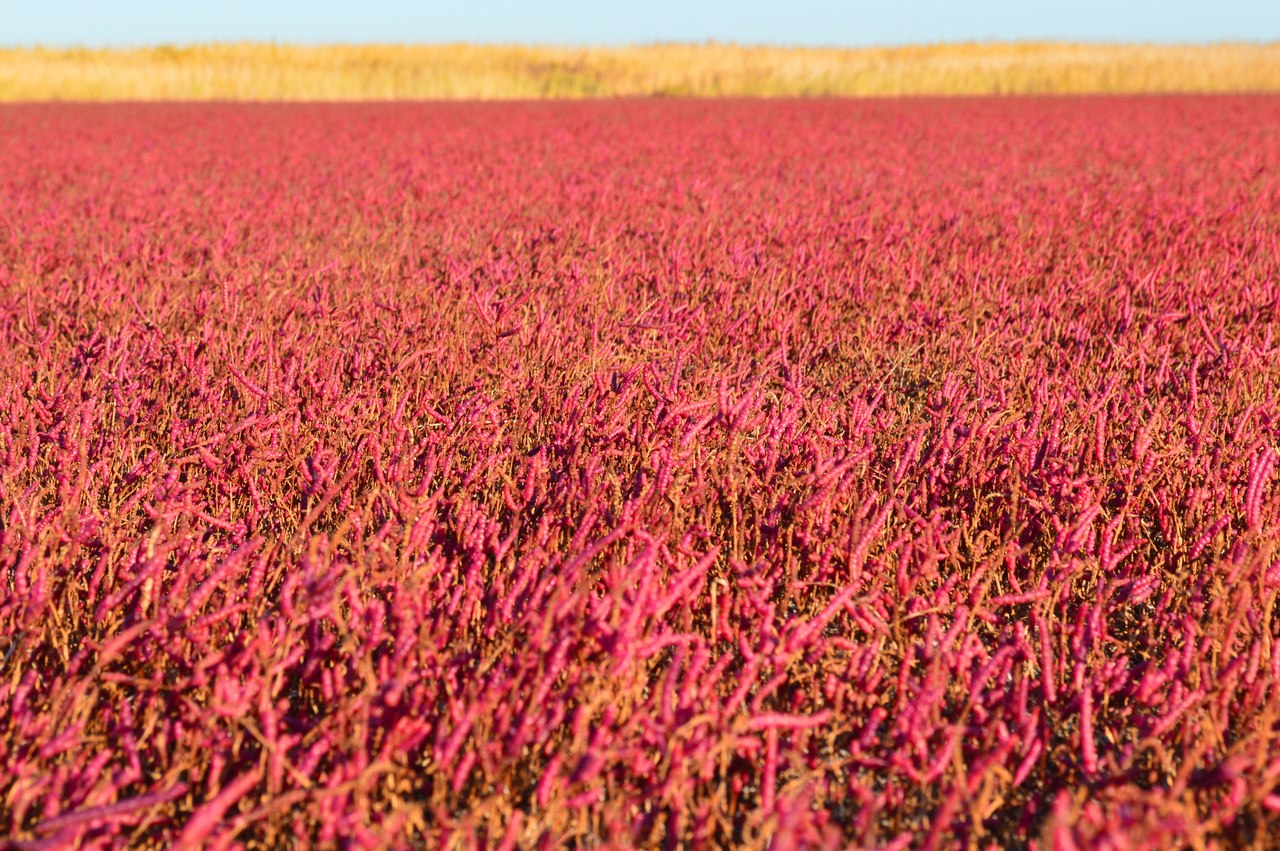
Зарості солонця у «Бердянському лісовому господарстві»
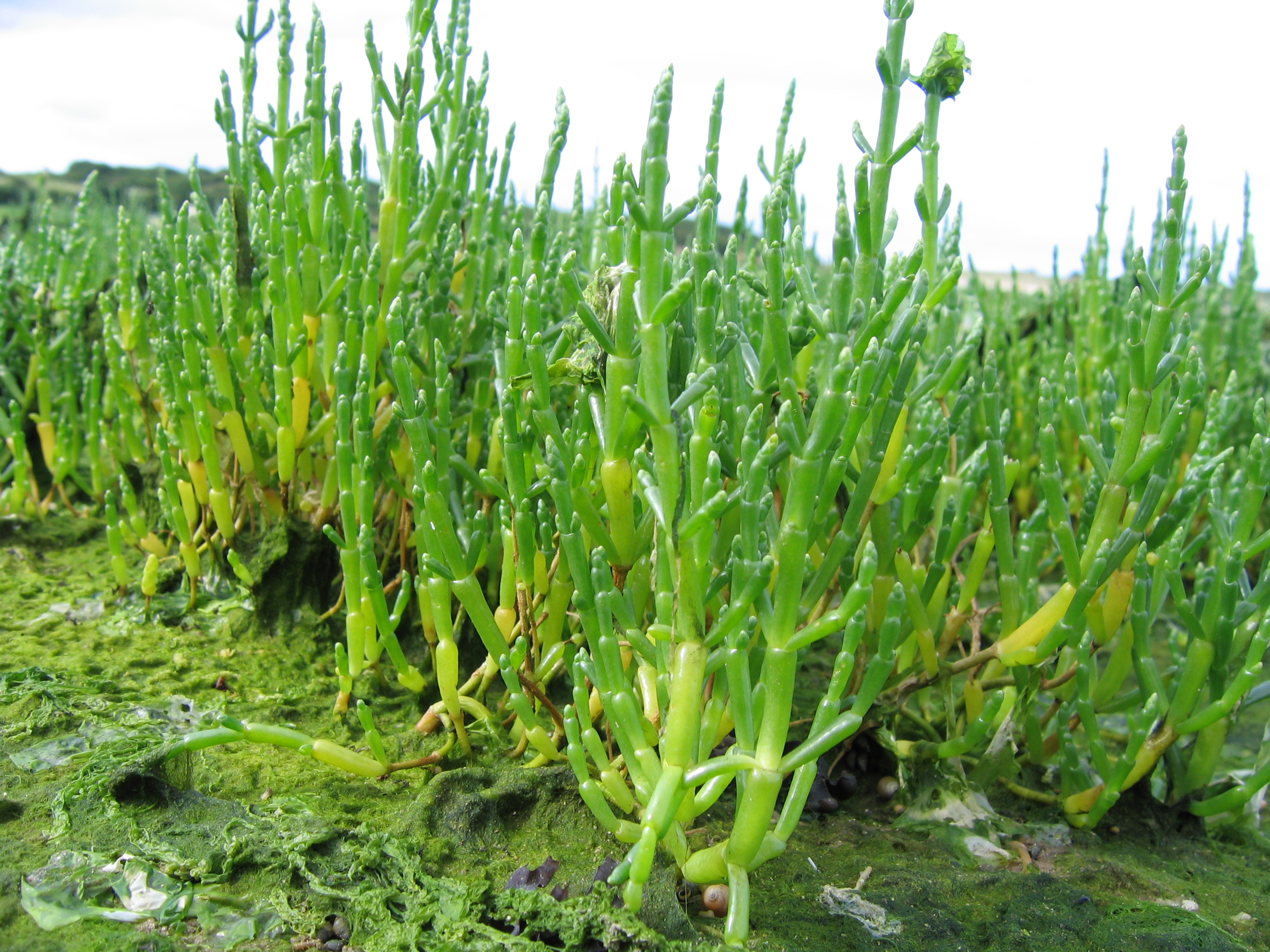
Зарості солонця
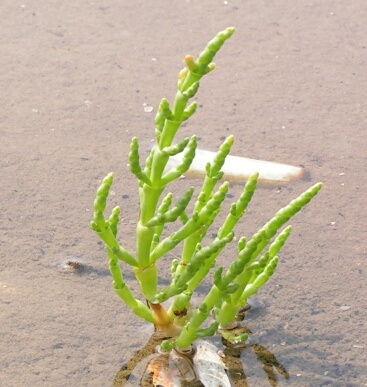
Окрема рослина
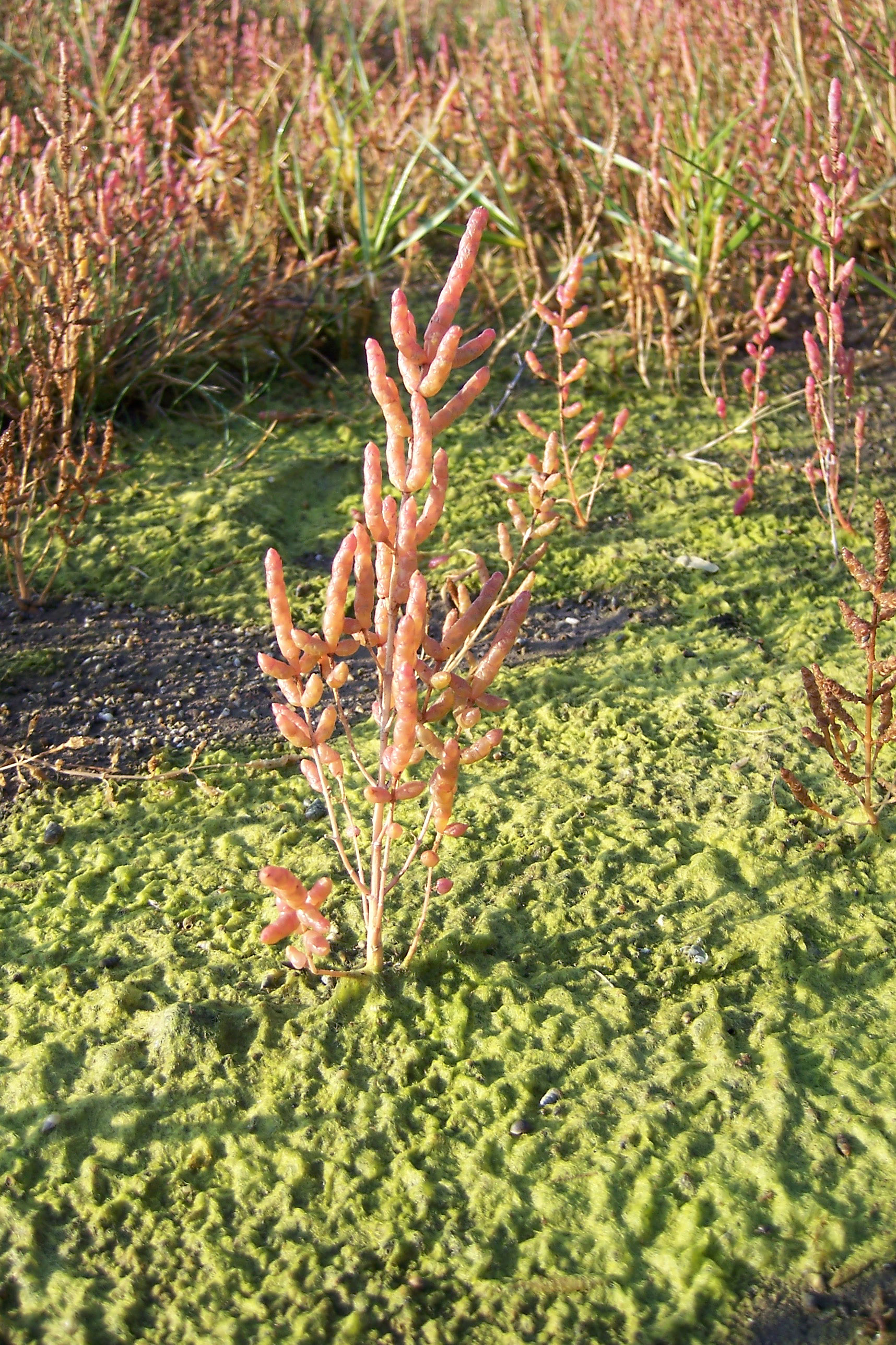
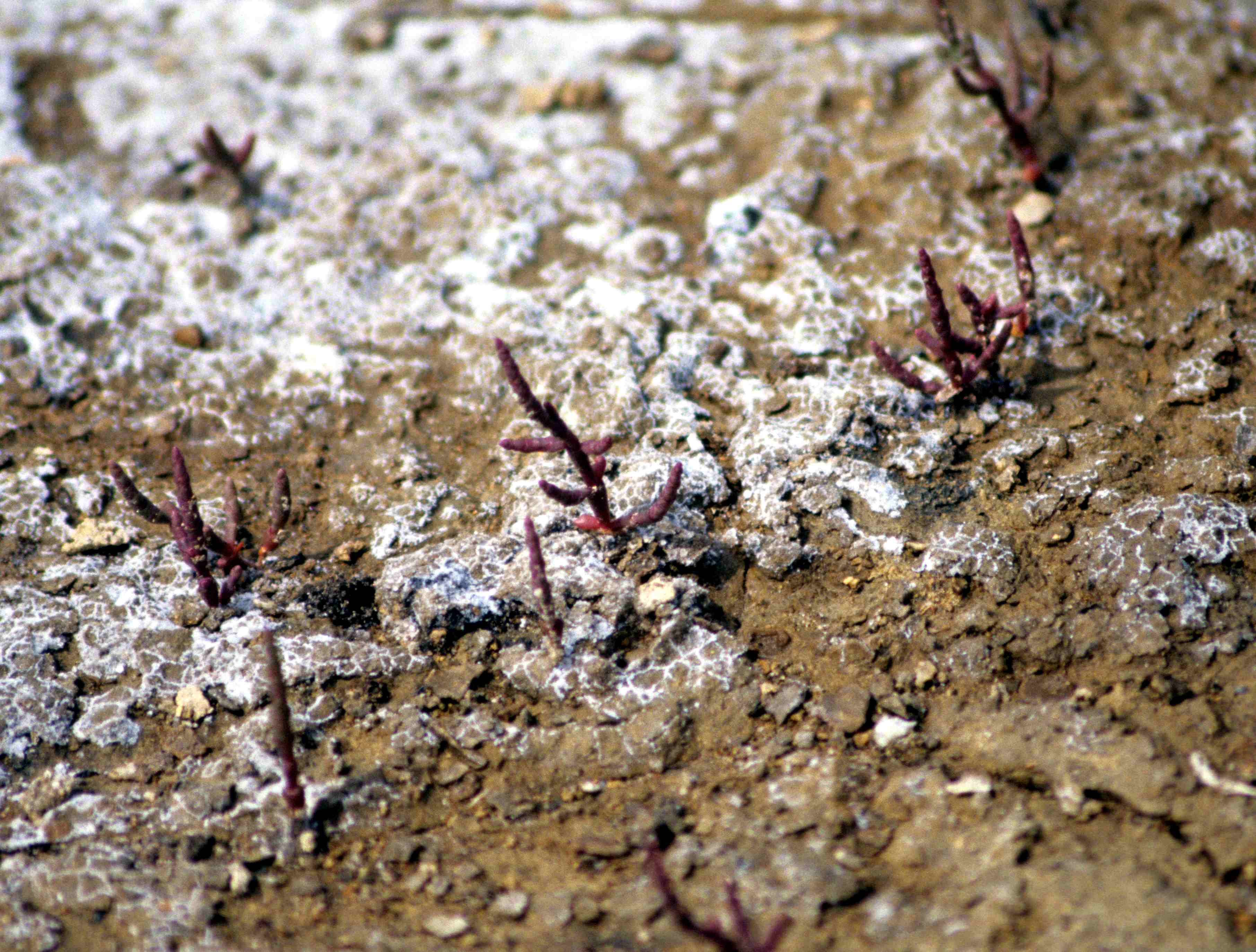
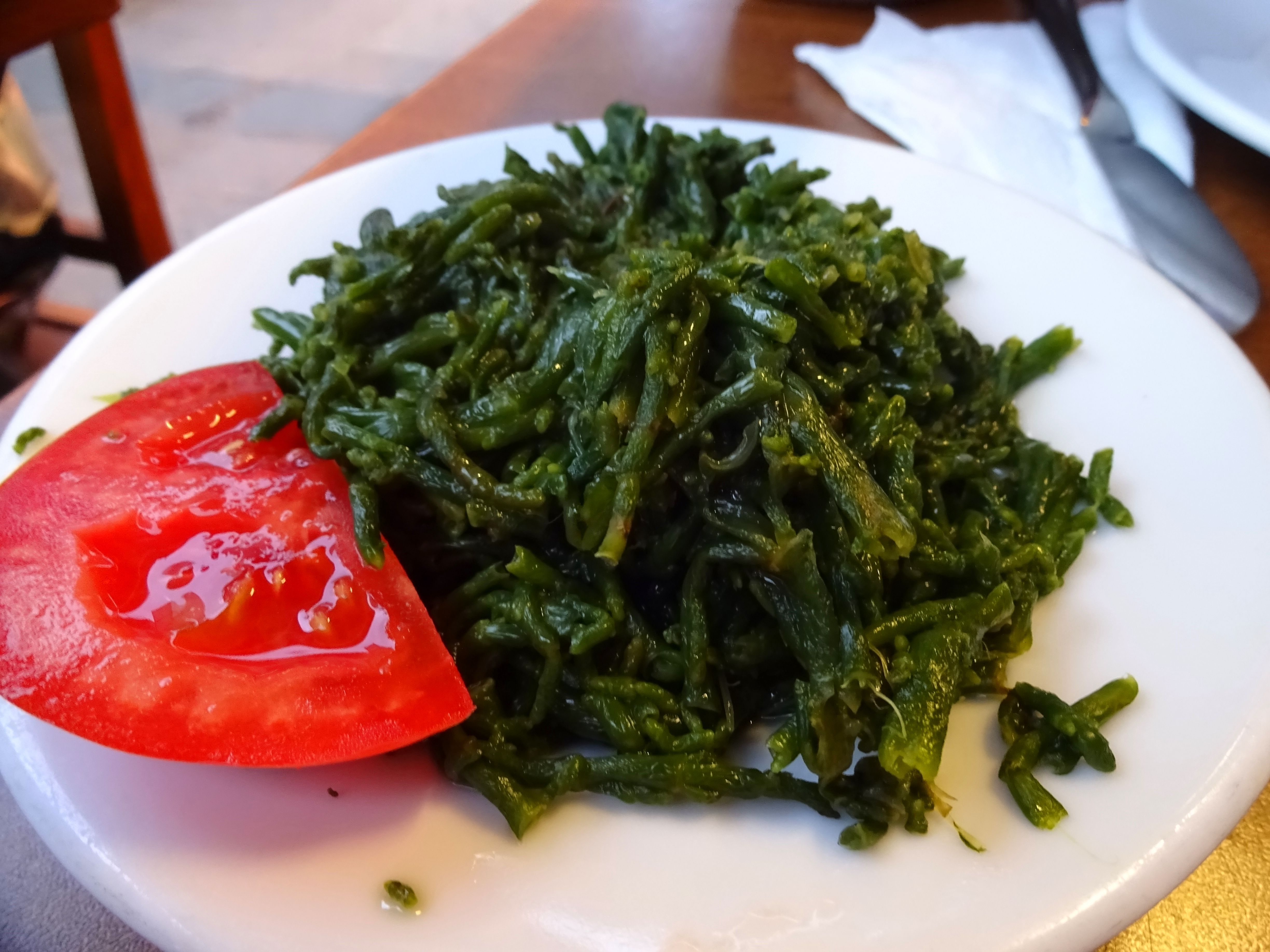
Салат з солонця